# غل دشت (همت أباد)
غل دشت (بالفارسية: گل‌دشت) هي مستوطنة تقع في إيران في قسم همت أباد الريفي. يقدر عدد سكانها بـ 47 نسمة بحسب إحصاء 2016.